# Kerk van Kvissel
De Kerk van Kvissel (Deens: Kvissel Kirke) is  een filiaalkerk van de kerk van Åsted in de Jutlandse proosdij Frederikshavn. De kerk behoort tot het bisdom Aalborg van de Deense Volkskerk.

## Geschiedenis en beschrijving

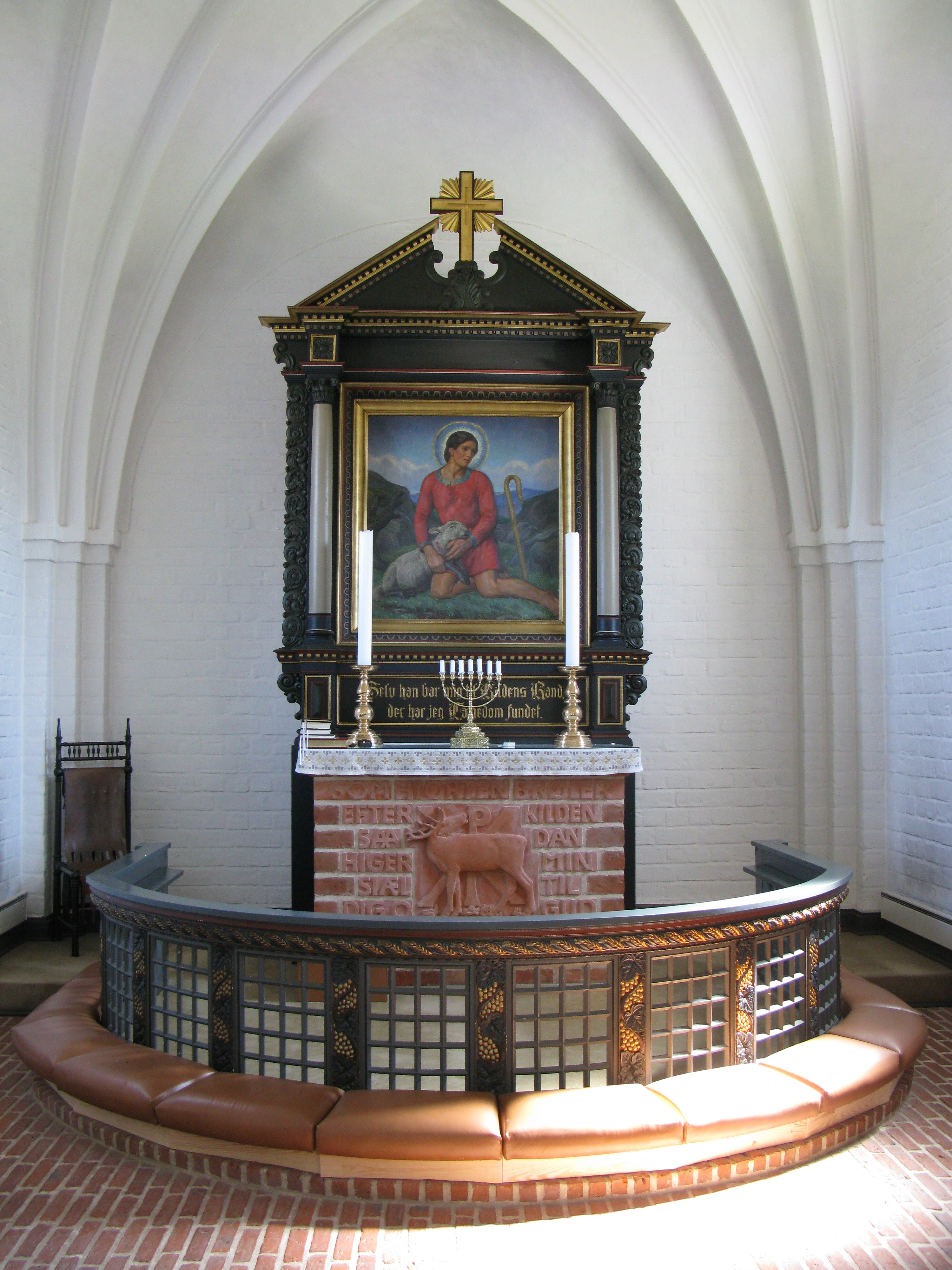
Altaar

De kerk werd in 1919 gebouwd door de architect Charles Jensen als een typische Deense plattelandskerk.  met een rood dak en witte trapgevels. Het kerkgebouw bestaat uit een schip, een koor, een toren met zadeldak in het westen, een sacristie naar het noorden en heeft rode daken met trapgevels. De toegang gaat door een noordelijk portaal in de toren. Boven de ingang bevindt zich een granieten timpaan met een reliëf, dat Jacobs worsteling te Pniël voorsteld (Genesis 32:24-32). Het is een kunstwerk van Gunna Hansen uit 1925.
De kerk wordt overspannen met kruisgewelven. Het altaarstuk toont een schilderij van Rud Petersen uit 1923. Het stenen altaar toont sinds 1944 in het centrum het PX-teken met een hert, omringd door de tekst Som hjorten brøler efter kilden, sådan higer min sjæl til dig o Gud (vertaling: Zoals het hert dorst naar de waterbron, zo smacht mijn ziel naar U, o God; Psalm 42).
De preekstoel dateert uit circa 1700 en is in de panelen van de kuip versierd met voorstellingen van de evangelisten. De kansel stond vroeger in de kerk van Fladstrand, die in 1892 de bestemming kreeg van grafkapel. Aan de noordelijke muur hangt een crucifix van recentere datum. Het bronzen beeld aan de noordelijke muur in een zwart granieten omlijsting met de titel "De engel bij het lege graf" werd in 1998 geschonken door Thomas Kristensen en werd vermoedelijk gemaakt door Thorvald Odgaard, die in 2004 een soortgelijk beeld voor de kerk van Farsø maakte. Het houtsnijwerk aan de kerkbanken en het koorhek werd uitgevoerd door de 19-jarige Thomas Pedersen, die later architect werd.
Van het eenvoudige romaanse granieten doopbekken wordt gezegd dat het afkomstig is uit het klooster van Essenbæk, maar dit wordt algemeen betwijfeld aangezien kloosters geen doopvonten hadden.